# A Witch's Love

A Witch's Love (hangeul : 마녀의 연애 ; RR : Manyeoeui Yeonae) est une série télévisée sud-coréenne diffusée entre le 14 avril et le 10 juin 2014 avec Uhm Jung-hwa et Park Seo-joon. Ses 16 épisodes étaient diffusés les lundi et mardi sur tvN à 21 h 40,

## Distribution

### Acteurs principaux
- Uhm Jung-hwa : Ban Ji-yeon
- Park Seo-joon : Yoon Dong-ha

### Acteurs récurrents
- Yang Hee-kyung : Choi Jung-sook, la mère de Ji-yeon
- Ra Mi-ran : Baek Na-rae, l'amie de Ji-yeon
- Lee Se-chang : Kang Min-gu, le mari de Na-rae
- Yoon Hyun-min : Yong Soo-cheol, l'ami de Dong-ha
- Han Jae-suk : Noh Shi-hoon, photographe
- Sa Hee : Hong Chae-hee, l'assistante de Shi-hoon
- Bang Eun-hee : Oh Mi-yeon, la mère de Eun-chae
- Joo Jin-mo : Kwon Hyun-seob, publisher et le patron de Ji-yeon
- Kang Sung-jin : Byun Seok-ki
- Yoon Joon-sung : Song Young-shik
- Shin Soo-hang : Nam Chang-min
- Lee Seul-bi : Oh Rin-ji
- Heo Do-young : Jae-woong
- Jung Yeon Joo : Jung Eun-Chae

### Invités
- Jeon No-min : Kim Jeong-do
- Lee Eung-kyung : Baek Soo-jeong
- Sung Ji-ru : Vigile
- Narsha : Mudang
- Ryu Dam : MC
- Noh Soo-ram : Hyun-ji
- Kim Yul-ho : Collègue de Dong-ha
- Yeo Ui-joo : Jin-woo
- Jin Ye-sol : Jung Young-chae

## Bande-son originale
| No  | Titre                                       | Interprète       | Durée |
| --- | ------------------------------------------- | ---------------- | ----- |
| 1.  | 마녀의 연hi (Witch's Romance)               | 이크거북         |       |
| 2.  | 마녀의 일기 (A Witch's Diary)               | Spica            |       |
| 3.  | 미안해 (I'm Sorry)                          | Jung Joon-il     |       |
| 4.  | 내 맘에 들어와 (Come into My Heart)         | Park Seo-joon    |       |
| 5.  | 안녕 (Hello)                                | Joo Hee (8Eight) |       |
| 6.  | Witch Comic                                 | 이크거북         |       |
| 7.  | 마녀의 일기 (Inst.) (A Witch's Diary)       | Divers           |       |
| 8.  | 미안해 (Inst.) (I'm Sorry)                  | Divers           |       |
| 9.  | 내 맘에 들어와 (Inst.) (Come into My Heart) | Divers           |       |
| 10. | 안녕 (Inst.) (Hello)                        | Divers           |       |
| 11. | 내게 그대는 (To Me You Are)                 | 이크거북         |       |